# V462 Гидры
V462 Гидры (лат. V462 Hydrae) — одиночная переменная звезда в созвездии Гидры на расстоянии приблизительно 2635 световых лет (около 808 парсек) от Солнца. Видимая звёздная величина звезды — от +11,46m до +10,84m. Возраст звезды определён как около 1,109 млрд лет.
Открыта Куно Хофмейстером в 1933 году*.

## Характеристики
V462 Гидры — жёлто-белая пульсирующая переменная звезда типа SX Феникса (SXPHE) спектрального класса F. Масса — около 1,977 солнечной, радиус — около 2,74 солнечного, светимость — около 17,888 солнечной. Эффективная температура — около 6564 K.